# Bridget Gilling
Pour les articles homonymes, voir Gilling (homonymie).
Bridget Sabina Gilling (née Fisher) (1er janvier 1922 – 31 décembre 2009) est une féministe et militante sociale australienne d'origine anglaise.

## Biographie
Gilling naît à Londres, en Angleterre, en 1922 et grandit dans le Sussex au sein d'une famille politiquement active. Ses grands-parents, Charles et Marie Corbett, sont actifs au sein du Parti libéral britannique ; sa mère Cicely et sa tante Dame Margery Corbett Ashby sont d'éminentes suffragistes. Son père, Chalmers « Pat » Fisher, est un quaker irlandais qui travaille comme journaliste et homme d'affaires.
Bridget passe un an à Genève à la fin des années 1930 avant de servir comme infirmière au sein du Détachement d'aide volontaire pendant la Seconde Guerre mondiale. Durant cette période, elle rencontre Douglas Gilling, un Australien servant dans la Royal Australian Navy ; ils se fiancent trois jours après leur rencontre et se marient onze jours plus tard, et ils déménagent tous deux en Australie en 1946,.
Les Gilling s'installent à Castlecrag (en) et ont quatre enfants. Bridget est diplômée de l'université de Sydney en travail social en 1971 et elle est nommée au Tribunal d'appel de la sécurité sociale, au Tribunal de révision de la santé mentale et en tant qu'ombudsman dans le système pénitentiaire de la Nouvelle-Galles du Sud. Elle est présidente du conseil d'administration de l'Association australienne des consommateurs et participe également au Conseil de réforme des prisons, au Conseil australien des services sociaux, au Lobby électoral des femmes, au Conseil des libertés civiles et à une croissance démographique nulle. Elle est présidente de la Société Humaniste et de la Société d'Euthanasie Volontaire et se présente à plusieurs élections au début des années 1970 en tant que membre du Parti australien (en). En 1975, elle rejoint le Parti travailliste australien, dont elle reste membre active jusqu'à sa mort.
Gilling reçoit une attention particulière en tant que militante pour la réforme de la loi sur le contrôle des naissances et l'avortement. Elle participe également à la campagne contre la proposition d'Australia Card (en), la carte australienne du gouvernement Hawke en 1987, devenant administratrice de l'Australian Privacy Foundation. Elle se sépare de son mari dans les années 1970 mais ils restent en bons termes. Elle décède dans une maison de retraite des Montagnes Bleues en 2009 et laisse son ex-mari et leurs enfants, dont l'actrice Rebecca Gilling.